# دييغو سيميوني
دييغو بابلو سيميوني غونزاليس (بالإسبانية: Diego Pablo Simeone González)‏ (مواليد 28 أبريل 1970) هو لاعب كرة قدم أرجنتيني سابق في خط وسط، ومدرب كرة قدم حاليا. يعتبر من أكثر اللاعبين الأرجنتينين لعبًا مع منتخب الأرجنتين لكرة القدم. فاز كمدرب مع أتليتكو مدريد بالدوري الأوروبي وكأس ملك إسبانيا والدوري الإسباني وبكأسي السوبر الأوروبي والأسباني كما وصل مع الفريق إلى نهائي دوري أبطال أوروبا مرتين خلال ثلاث سنوات في موسم 2013/14 و2015/16.

## مسيرته كلاعب
بدأ سيميوني مسيرته الكروية في عام 1987 مع نادي فيليز سارسفيلد ولعب لهم لمدة 3 أعوام، شارك خلالها في 76 مباراة وسجل 14 هدف، وبعدها انتقل إلى إيطاليا وبالتحديد إلى نادي بيزا ولعب لهم لمدة موسمين وشارك خلالهما في 55 مباراة وسجل 6 أهداف، وفي عام 1992 انتقل إلى نادي إشبيلية الإسباني ولعب له لمدة موسمين، وشارك خلالهما في 64 مباراة وسجل 12 هدف. و لعب سيموني 106 مباريات دولية مع منتخب الأرجنتين لكرة القدم بين عامي 1988 و2002، وسجل 11 هدف، وكانت أشهر حادثة له عندما تعرض للإعاقة من ديفيد بيكهام في كأس العالم لكرة القدم 1998، وتم طرد ديفيد بيكهام بعد هذه الإعاقة.
و بعدها انتقل إلى نادي أتلتيكو مدريد الإسباني ولعب لهم لمدة ثلاثة مواسم، وشارك خلالهم في 105 مباراة وسجل 25 هدف، وفي عام 1997 انتقل إلى نادي إنتر ميلان الإيطالي، ولعب معهم 75 مباراة وسجل 15 هدف، وفي عام 1999 انتقل إلى نادي لاتسيو ولعب معهم حتى عام 2003، وشارك معهم في 120 مباراة وسجل 16 هدف. و في عام 2003 عاد إلى نادي أتلتيكو مدريد، ولعب معه 35 مباراة وسجل هدفين، وفي موسم 05/06 عاد إلى وطنه الأرجنتين ولعب لنادي راسينغ وشارك في 17 مباراة وسجل هدفين.

## مسيرته التدريبية
أثناء لعبه مع رايسنغ كلوب أصبح مدربًا لهم في نفس الوقت. وبعدها انتقل إلى إستوديانتيس دي لا بلاتا الأرجنتيني في موسم 2006–07 وفاز معهم بدوري الدرجة الأولى الأرجنتيني. وفي موسم 2007–08 درب سيموني نادي أتلتيكو ريفر بليت الأرجنتيني وفاز ببطولة دوري الدرجة الأولى الأرجنتيني. ثم درب في موسم 2010–09 نادي سان لورينزو وبعدها انتقل إلى الدوري الإيطالي في موسم 2010 ليدرب فريق كاتانيا الإيطالي وعاد في نفس الموسم إلى فريقه الأول رايسنغ كلوب. وفي صيف 2011 انتقل إلى أتلتيكو مدريد الإسباني وفاز معهم ببالدوري الأوروبي 2011–12 وكأس السوبر الأوروبي 2012 وكأس ملك إسبانيا 2012–13 والدوري الإسباني لكرة القدم 2013–14. وحل وصيفًا لنادي ريال مدريد في بطولة دوري أبطال أوروبا 2013–14 ودوري أبطال أوروبا 2015–16. و حقق كأس السوبر الأوروبي 2018

## روابط خارجية
- دييغو سيميوني على موقع الاتحاد الدولي (مؤرشف)  (الإنجليزية)
- دييغو سيميوني على موقع الاتحاد الأوربي (الإنجليزية)
- دييغو سيميوني على موقع قاعدة بيانات كرة القدم.إي يو (الإنجليزية)
- دييغو سيميوني على موقع ليكيب (الفرنسية)
- دييغو سيميوني على موقع ناشيونال فوتبول تيمز (الإنجليزية)
- دييغو سيميوني على موقع Soccerbase.com (لاعب) (الإنجليزية)
- دييغو سيميوني على موقع Soccerbase.com (مدرب) (الإنجليزية)
- دييغو سيميوني على موقع عالم كرة القدم.نت (الإنجليزية)
- دييغو سيميوني على موقع أوليمبيديا (الإنجليزية)